# لوروا باول
لوروا باول (بالإنجليزية: Leroy Powell)‏ هو لاعب كرة قاعدة أمريكي، ولد في 17 أكتوبر 1933 في فلينت في الولايات المتحدة، وتوفي في 26 أبريل 2014 في مسل شولس في الولايات المتحدة.

## روابط خارجية
- لوروا باول على موقعبيزبول رفرنس.كوم (الدوري الرئيسي) (الإنجليزية)